# Rivière Tawachiche
Pour les articles homonymes, voir Tawachiche.
La rivière Tawachiche coule dans le sens nord-sud, sur une distance de 25 km, entièrement sur le territoire de la municipalité du Lac-aux-Sables, dans la municipalité régionale de comté (MRC) de Mékinac, en Mauricie, dans la province de Québec, Canada.

## Géographie
Le bassin hydrographique de cette rivière couvre 196 km2, soit le neuvième plus important sous-bassin versant de la Batiscanie.
La rivière Tawachiche traverse un seul village, soit Hervey-Jonction, puis traverse le rang Saint-Charles et se déverse dans la rivière Batiscan (qui forme un coude prononcé à cet endroit), à la limite de Sainte-Thècle et du Lac-aux-Sables. Son principal affluent, la rivière Tawachiche Ouest, se déverse dans la Tawachiche à environ 13 km de son embouchure (secteur Audy, dans le Zec Tawachiche).

### Plans d'eau supérieurs
Le lac à l'Orignal (altitude : 379 m) constitue le plan d'eau supérieur de la rivière Tawachiche, dans le Canton Marmier. Ce lac est alimenté par le nord par un ruisseau débutant à un lac sans nom (altitude : 420 m ; en forme de cœur) ; ce ruisseau descend vers l'ouest jusqu'au lac Petit (altitude : 377 m ; long de 140 m et entouré de marais), puis bifurque vers le sud et traverse quatre autres petits lacs avant de se déverser en zone de marais sur la rive nord du lac à l'Orignal.
À partir du lac à l'Orignal (altitude : 379 m), la rivière Tawachiche coule vers le sud en traversant successivement les lacs : Price (altitude : 375 m ; en zone de marais), "petit lac Bégin" (altitude : 359 m), lac Bégin (altitude : 347 m), lac Germain (altitude : 338 m), lac Profond (altitude : 272 m) et le lac Terrien (Mékinac) (altitude : 263 m). Ce dernier lac constitue le plan d'eau le plus important de ce sous-bassin versant. À partir de la décharge de ce dernier lac, la rivière coule vers le sud-ouest.
En descendant, la rivière s'abreuve notamment des lacs "du Milieu", Boiteau et Buffon. Elle s'alimente aussi de la décharge du lac Fontaine.
Tandis que la rivière Tawachiche Ouest s'alimente notamment des lacs Masketsi, Petit-Masketsi et le lac Roberge (Lac-Masketsi), situés dans le territoire non organisé du Lac-Masketsi.
Tout le cours supérieur de la rivière Tawachiche se situe dans le Zec Tawachiche, dont il est le principal bassin versant. Le lac Masketsi (4,0 km2) constitue le plus grand lac de ce sous-bassin versant (rivière Tawachiche) de la Batiscanie.

### Partie inférieure

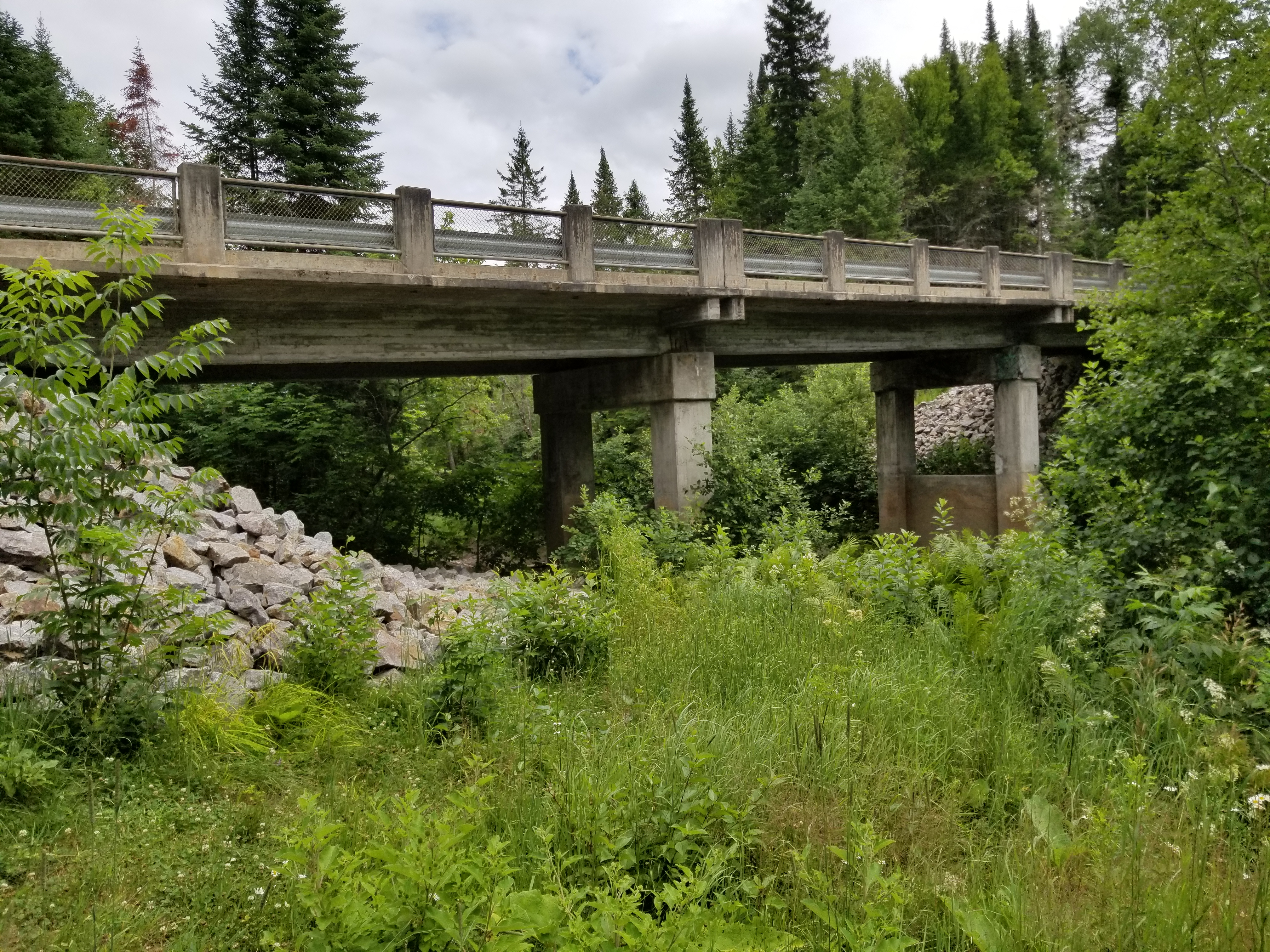
Pont du chemin Saint-Alphonse (Lac-aux-Sables) enjambant la rivière Tawachiche à 0.5 km de son embouchure.

Ce bassin versant comprend aussi une partie du rang Saint-Georges (nord) et du rang Saint-Thomas (nord) de Sainte-Thècle qui sont drainés par le ruisseau Laflamme, lequel se jette dans la rivière Tawachiche à une centaine de mètres en aval du pont du Chemin St-Alphonse.
Sur presque tout son parcours, la rivière Tawachiche coule en zones boisées. Bien que la rivière traverse des zones agricoles, à partir d’environ un kilomètre en amont du village d’Hervey-Jonction jusqu’à son embouchure, chaque rive conserve une bande boisée, d’une largeur variant généralement de 50 à 100 mètres.
À la suite de l'arrivée du Chemin de fer National Transcontinental à Hervey-Jonction vers 1907, la société de chemin de fer a procédé au détournement du parcours de la rivière Tawachiche d'environ 200 mètres vers le nord-est du village, afin d'avoir plus de terrain pour installer de courts segments de voies ferrées, facilitant ainsi les manœuvres de virement des trains. Après avoir passé sous le pont de la route 153, la rivière coule dans une magnifique chute en cascades qui se gonfle en mars et avril, à cause de la fonte des neiges.
La surface de la rivière Tawachiche est généralement gelée de novembre jusqu’à avril ; ce qui permettait jadis la construction de routes de glace pour le transport vers les chantiers forestiers, avant l'aménagement de routes carrossables sur le côté de la rivière. Cette route de glace servait grandement aux Amérindiens durant la Préhistoire, aux pionniers lors de la colonisation et aux travailleurs forestiers.

## Parcours de la route et du chemin de fer
À partir du village d'Hervey-Jonction, en remontant vers le nord, la route du Lac-en-Cœur mène directement au lac du même nom (situé à 2 km d’Hervey-Jonction). Puis la route bifurque vers la droite (vers le nord) à 1,6 km d'Hervey-Jonction et devient le chemin Tawachiche lequel rejoint (à 1,7 km de l'intersection de la route du Lac-en-Cœur) la ligne ferroviaire Hervey-Jonction-La Tuque et la traverse ; puis ces deux voies suivent un parcours similaire en remontant vers le nord à proximité de la rivière Tawachiche.
Dans le secteur Audy (près de l’embouchure de la rivière Tawachiche Ouest), le chemin ferroviaire bifurque (à 9,1 km d’Hervey-Jonction) vers le nord-ouest, en parallèle au parcours de la rivière Tawachiche Ouest. Le chemin de fer reste sur la rive droite des rivières Tawachiche Ouest et Tawachiche. Puis à 20,6 km d’Hervey-Jonction, le chemin de fer contourne le petit lac Masketsi par le nord-est, avant de longer le lac Masketsi sur sa longueur (côté est), en passant par le secteur Gouin, située sur le bord du lac. À cet endroit, le parcours ferroviaire empiète parfois sur le lac. Pour construire ce segment ferroviaire, sur la rive du lac Masketsi, la société de chemin de fer a utilisé un wagon complet de dynamite pour couper la montagne. L'explosion principale avait nécessité l'évacuation aux alentours notamment les travailleurs des camps de bucherons et des moulins à scie.
Plusieurs chalets sont construits près de la rivière, dont plusieurs dans le secteur Audy (qui compte plusieurs petites rues), dans la zone des chutes au village d’Hervey-Jonction, et dans la zone comprise entre le village d’Hervey-Jonction et l’embouchure. Le secteur Audy offre divers services aux visiteurs dont un relais, un gîte, des chalets locatifs, un camping, le poste d’accueil de la Zec Tawachiche, etc.

### Principaux ponts
Les principaux ponts sur la rivière Tawachiche, à partir de l’embouchure, sont :
- Pont routier reliant le chemin Saint-Thomas-Nord (Sainte-Thècle) et le chemin Saint-Alphonse (Lac-aux-Sables), situé à 0,5 km en amont de l’embouchure de la rivière Tawachiche. Ce pont est presque consécutif à un deuxième pont (situé à une centaine de mètres au sud-est du premier). Ce dernier enjambe une petite rivière qui devient un affluent de la rive droite du Tawachiche, quelques centaines de mètres plus bas. La route venant du chemin Saint-Georges (Sainte-Thècle) se termine entre ces deux ponts. Cette zone est désignée la "Pee-Wee", signifiant "petit bout de rang", car jadis, il n'y avait pas de pont pour enjamber la rivière à la hauteur du rang Saint-Alphonse, sur le territoire du Lac-aux-Sables.
- Pont routier de la route 153 (chemin Saint-Charles) situé à la sortie nord-est du village d’Hervey-Jonction (près du terrain de golf), soit à 5,5 km par eau de l’embouchure (ou 4 km en ligne directe, à cause de la sinuosité de la rivière Tawachiche). Ce pont est situé en amont d’une chute importante, laquelle est située tout près du deuxième site de la gare de Hervey-Jonction.
- Pont du chemin de fer du Canadien National (ex-chemin de fer Grand Tronc), sur la ligne ferroviaire reliant Hervey-Jonction et le Lac Saint-Jean. Ce pont de fer est situé à 0,4 km en amont du pont de la route 153.
- Pont piétonnier du deuxième moulin à scie de Veillette & Frères Ltée, construit à 500 mètres au nord du village d'Hervey-Jonction. Ce moulin a été construit à l'automne 1933 et a été exploité jusqu'en 1941. Il a été démoli en 1946[7].
- Premier pont routier du chemin Tawachiche, menant au poste d’accueil (secteur Audy) du Zec Tawachiche. Ce pont est situé à 1,8 km de l’intersection de la route du Lac en Cœur. Après le pont, le chemin remonte la rivière par la rive gauche.
- Deuxième pont routier du chemin Tawachiche, situé à 5,9 km de l’intersection de la route du Lac en Cœur, menant au poste d’accueil (secteur Audy) du Zec Tawachiche. Après le pont, le chemin remonte la rivière par la rive droite.
- Troisième pont routier du chemin Tawachiche dans le secteur Audy (près de la gare Audy), à 7 km de l'intersection de la route du Lac en Cœur. Le pont enjambe la rivière Tawachiche Ouest, principal affluent de la rivière Tawachiche. Avant de traverser le pont, le chemin Tawachiche se divise en deux branches ; le chemin Tawachiche-Ouest qui se dirige vers le lac Masketsi (au nord-Ouest) sur la rive droite de la rivière, et le chemin Tawachiche-Est, qui continue vers le nord-est en remontant la rivière Tawachiche, sur la rive droite pour quelques kilomètres.
- Quatrième pont routier du chemin Tawachiche-Est, bâti près du lac Pollack, à environ 2,3 km en amont du pont de la rivière Tawachiche Ouest. Après avoir traversé ce pont, le chemin Tawachiche-Est remonte vers le nord-est sur la rive gauche.

### Principaux barrages du bassin
Les premiers barrages de retenus construits à l'embouchure des lacs des bassins versants des rivières Tawachiche et Tawachiche-Ouest, servaient dès 1933 à régulariser le débit (surtout lors des crues) et le niveau d'eau afin de favoriser le transport du bois par flottaison. Depuis les années 1950, les barrages à l'embouchure des lacs favorisent les activités nautiques. Les principaux barrages de ce sous-bassin hydrographique sont :
| Barrage            | Distance de la gare d'Audy | Longitude      | Latitude      | Notes |
| ------------------ | -------------------------- | -------------- | ------------- | --- |
| Calau              | 18,4 km                    | -72.499380303° | 47.039225725° | Situé à 0,4 km du lac Welch |
| Suève-1            | 18,7 km                    | -72.491324102° | 47.045336775° | Situé à l'embouchure du lac Suève. |
| Suève-2            | 18,9 km                    | -72.491324102° | 47.045336775° | situé à 0,2 km du barrage Suève-1, à l'embouchure du lac Suève. |
| Petit-Lac-Masketsi | 7,5 km                     | -72.53611      | 46.97194      | Situé à l'embouchure du Petit lac Masketsi, ce barrage appartient au gouvernement du Québec. Le petit lac Masketsi se décharge dans la rivière Tawachiche-Ouest. |
| Lac Masketsi       | 9,5 km                     | -72.55417      | 46.99944      | Ce barrage a été construit à l'embouchure du lac Masketsi à l'automne 1933 par l'entreprise Veillette & Frères Ltée. Aujourd'hui ce barrage est la propriété du gouvernement du Québec. L'exutoire du lac Masketsi est situé sur le parcours de la rivière Tawachiche Ouest. La désignation amérindienne Masketsi signifie "mocassin". |

| Barrage       | Distance de la gare d'Audy | Longitude | Latitude | Notes |
| ------------- | -------------------------- | --------- | -------- | --- |
| Lac Terrien   | 9,1 km                     | -72.43694 | 46.97556 | Construit à l'embouchure du Lac Terrien à l'automne 1933 par Veillette & Frères Ltée. Le barrage actuel qui a une longueur de 29 mètres et une hauteur de 2,1 mètres a été construit en 1950. La superficie du réservoir est de 25 ha. Le lac Terrien est situé dans la ZEC Tawachiche.                                                                            |
| Lac Groseille |                            | -72° 27'  | 47° 00'  | Construit à l'embouchure du lac Groseille, près du lac Profond, au nord du lac Terrien. Le barrage a une hauteur de 2,2 m. et une longueur de 20 mètres. Le barrage est constitué par enrochement, avec un déversoir libre. Le barrage a été construit en 1970. La superficie du réservoir est de 3,3 hectares. Le lac Groseille est situé dans la ZEC Tawachiche. |
| Lac Profond   |                            | -72° 25'  | 46° 59'  | Construit à l'embouchure du lac Profond, au nord du lac Terrien. Le barrage a une hauteur de 1,6 m. et une longueur de 22,3 m. La superficie du réservoir est de 12 hectares. Le barrage a été remodifié en 1998. Le lac Profond est situé dans la ZEC Tawachiche.                                                                                                 |

### Principaux attraits
- La Zec Tawachiche comporte 128 lacs (dont 72 sont exploités pour la pêche) et quatre rivières sur un territoire de 318 km2. La zec offre aux vacanciers et amateurs de nature une variété de sites et d'activités accessibles en automobile : chasse, pêche, camping rustique, canot-camping, séjour en chalet, sentiers de randonnées pédestres... Le territoire permet aussi de circuler en VTT ou en motoneige, selon les saisons. Les visiteurs peuvent s'adonner à l'observation de la nature, la flore, la faune ou les paysages. L'entrée principale de la zec Tawachiche est située près de l'embouchure de la rivière Tawachiche Ouest, dans le secteur de la gare Audy, à 9,1 km de l'intersection de la route 153 au village d'Hervey-Jonction. La seconde entrée du territoire de la zec est située au nord de la rivière aux Eaux Mortes. Cette entrée est accessible via la route 155, puis en empruntant le chemin de Carignan (Lac-à-Beauce), au sud de La Tuque. Les visiteurs peuvent aussi accéder au territoire de la zec en hydravions dont l'amerrissage est possible sur les lacs Masketsi, Roberge, à l'Ours et Hackett. Les deux principales rivières sont : la Tawachiche et son tributaire la Tawachiche Ouest dont l'embouchure est située dans le secteur Audy, près de l'entrée principale de la zec.
- Camp de vacance du Lac-en-Cœur, en opération depuis 1946, offre des séjours comportant des activités éducatives au service de la jeunesse. Ce site est situé à 2,2 km au nord du village d'Hervey-Jonction. Ce camp est administré par la corporation "Les Villages Étudiants inc." Les abbés Charles-Henri Lapointe et Paul Boivin (premier directeur général du camp) avaient initié ce grand projet, à l'aide de nombreux bénévoles de la région. Initialement, l'éducation religieuse était en trame de fond. L'histoire se divise en trois grandes épisodes : la période de la jeunesse étudiante catholique (J.E.C.) de 1946 à 1968, la période du Centre Landry de 1968 à 1974 et le camp de 1974 jusqu'à aujourd'hui[13].
- Site d'escalade sur la falaise Tawachiche, située sur la rive ouest du lac Terrien. Depuis 2009, les amateurs d'escalade fréquentent cette falaise de granite qui surplombe une tourbière et le lac Terrien. À plusieurs endroits, la falaise comporte une verticalité soutenue sur plus de 50 m, avec quelques enchaînements de près 100 m. Une embarcation est requise pour atteindre le pied de la falaise dont l'orientation est sud, sud-est ; ce qui permet d'y faire de l'escalade de mars à novembre. Le Cap Tawachiche a hérité d'une légende amérindienne qui transcende dans les noms des 5 secteurs de la falaise : Tomahawk (sections Chamane, Grand-duc, Totem), été indien, Attimakekw, Wometaci et Maskwaaskwaaskwa. Le Lac Terrien est situé à 15 minutes de route de l'entrée de la ZEC, en empruntant le chemin Tawachiche-Est[14].

### Moulin à scie de Veillette & Frères à Audy
Un moulin à scie, possédé par le contracteur forestier Théotime Massicotte de Sainte-Thècle, avait été construit entre le chemin de fer et la rivière Tawachiche, à moins d'un kilomètre au sud de la petite station ferroviaire Audy et à environ huit kilomètres au nord du village d'Hervey-Jonction». Ce moulin a été vendu à Frank Blais, contracteur forestier et marchand de Sainte-Thècle, qui avait exploité un magasin au début du XXe siècle au village de la gare (rue Notre-Dame), à Sainte-Thècle. En 1922, Frank Blais vend ce petit moulin à scie d'Audy, actionné à la vapeur, à la société Veillet & Frères Ltée. La société fait des agrandissements mineurs à ce moulin.
Initialement fondé en 1920 par les quatre frères Jeffrey, Freddy, Alphée et Wilson Veillet de Sainte-Thècle, la société Veillette & Frères Limitée obtient des droits de coupe de bois dur, en 1922, à Audy, au nord d'Hervey-Jonction, dans le secteur du Tawachiche, sur la route ferroviaire conduisant à La Tuque.
Ce moulin a été exploité environ 16 ans jusque vers 1934. Dès le début, le moulin assurait l'emploi à 22 ou 25 hommes affectés au sciage du bois, à la drave, à l'empilage et au transport ; et aussi à une centaine de bûcherons en forêt. Les contrats de coupe du bois en forêt étaient habituellement accordés à des contracteurs désignés notamment : Wellie Charest, Armand Plamondon, Josaphat et Bruno Veillet.
Selon la demande, le bois était scié en madriers, en planches, en bois de construction, en dormants de chemin de fer, ou en planchettes (de 1,25 pouce à 2,5 pouces) destinées aux fabricants de textile lesquels les transformaient en fuseaux.
Le foyer de combustion de la bouilloire du moteur à vapeur du moulin était alimenté de bran de scie par une vis sans fin. Dans la cour, les planches étaient empilées en cages individuelles jusqu'à une hauteur de 18 pieds, utilisant ainsi tout l'espace libre de la cour, autour du moulin. Ce moulin à Audy cessa ses activités en 1934, pour être remplacé par le nouveau moulin des Veillet construit à l'automne 1933 à 500 mètres au nord du village d'Hervey-Jonction et opérationnel au printemps 1934.

### Moulin à scie de Veillette & Frères à Hervey-Jonction
Le deuxième moulin à scie de Veillette & Frères Ltée a été construit à l'automne 1933, sur le bord de la rivière Tawachiche, à 500 mètres au nord du village d'Hervey-Jonction. Le moulin est entré en opération au printemps 1934, en même temps que la fermeture du moulin à scie d'Audy. Simultanément, la société Veillette & Frères Ltée a construit des barrages de retenu sur divers plans d'eau dont les lacs Masketsi et Terrien, afin contrôler le débit et le niveau de l'eau sur les rivières Tawachiche, Tawachiche-Est et Tawachiche Ouest pour le transport des billes par flottaison.
Un barrage avait été aménagé sur la rivière Tawachiche, à côté du moulin, pour retenir l'eau et faciliter la flottaison des billes de bois jusqu'à l'estacade installé en haut du barrage. Au début de ce moulin, la société utilisait des billots de 12 pieds de long pour les couper au moulin en "pitoune" de quatre pieds. Une dalle remontait les pitounes à 75 pieds plus haut jusqu'au quai d'embarquement des wagons de chemin de fer. Trois wagons pouvaient être chargés en même temps, à bras d'homme maniant des crochets, sur une voie ferrée secondaire. Finalement, avec la démocratisation des scies mécaniques à chaine, utilisées manuellement en forêt, il était plus facile pour le transport que chaque bûcheron coupe lui-même les troncs en longueur de quatre pieds.
Ce moulin a cessé ses opérations en 1941, car le bois était dorénavant transporté par camion directement des lieux de coupe jusqu'au moulin à papier de Grand-Mère ou Shawinigan. Ce moulin à scie a été démoli en 1946.
La drave sur la rivière Tawachiche s'est effectuée de 1915 à 1955.